# Hirschhorn (Wüstung)
Hirschhorn ist eine wüste Feldmark südwestlich von Reppinichen, einem Ortsteil der Gemeinde Wiesenburg/Mark im Landkreis Potsdam-Mittelmark in Brandenburg. Dort existierte eine Dorfstelle im südlichsten Teil der Feldmark, auf die ein Flurname Hirschhörnchen hinweist.

## Geschichte
Die erste urkundliche Erwähnung stammt aus dem Jahr 1487 als Hertzhorn. Sie gehörte vor 1487 der Familie Brandt von Lindau und war bereits wüst. Der Zehnt fiel im Jahr 1575 an den Pfarrer in Reetz. Im Jahr 1592 nutzte der Schulze aus Reppinichen in Herzschörnichen, die dorffstädt Herzhörnich, die wüste Dorfstätte. Von 1755 bis 1765 waren die von Watzdorf im Besitz der Feldmark, anschließend übernahmen von 1765 bis 1846 die Trotta genannt Treyden die Fläche, die sie 1846 an die Familie Goldacker weitergaben. Die letzte Erwähnung erfolgte im Jahr 1866 als Hirschhorn Breiten, sie ging anschließend in der Feldmark von Reppinichen auf und wurde nicht wieder besiedelt.